# Морской врач (журнал)
Морской врач (журнал) — ежемесячный российский журнал, издавался с 1861 по 1918 год управлением санитарной частью флота Морского министерства Российской Империи. Основан ген.-шт.-доктором К. О. Розенбергером, под заглавием «Медицинские прибавления к Mopскому Сборнику», хотя издавался совершенно самостоятельно. В первые 20 лет выходил книгами 1—2 раза в год, по мере накопления материала. Но с 1882 года, со вступлением в должность Главного медицинского инспектора флота В. С. Кудрина, журнал стал ежемесячным и издавался книжками по 4—5 листов. С 19 июня 1911 года с Высочайшего соизволения журнал получил новое название — «Mорской врач». В программу журнала входили разработка как общих вопросов медицины, так и специальных морских её отделов — корабельной гигиены, санитарной техники и администрации флота и портов. «Морской врач» — один из старейших медицинских журналов в России, в своё время являлся единственным органом на русском языке по морской медицине. В журнале помещались оригинальные статьи морских врачей, выдержки из официальных отчетов и донесений, a также труды и протоколы обществ морских врачей в портах. Всего было выпущено 368 номеров журнала. С преобразованием его в ежемесячный орган редакцией заведовали М. О. Перфильев, П. С. Тимирев, с 1913 года редактор К. Н. Зиновьев. Материальные средства на издание журнала отпускались из казны: с основания журнала — по 1 000 рублей, с 1868 года — по 2 500 рублей, с 1886 года — по 3 000 рублей и с 1911 года — по 4 500 рублей в год. Журнал издавался в количестве 500 экземпляров и бесплатно рассылался всем состоящим на службе морским врачам и высшим начальствующим лицам Морского ведомства. По частной подписке стоимость «Морского врача» составляла 4 рубля в год.